# 吉姆·克拉克 (企業家)
詹姆斯·亨利·克拉克（英語：James Henry Clark，1944年3月23日—）是美國企業家和電腦科學家。他創立了幾家著名的矽谷科技公司，包括Silicon Graphics、Netscape、myCFO和Healtheon。他在電腦圖形方面的研究促成了3D電腦圖形快速渲染系統的發展。

## 早期的生活和教育
克拉克出生於一個貧窮的家庭，高中輟學後在海軍工作了四年，之後他開始參加杜蘭大學的夜校，儘管他沒有高中畢業證書，但他還是能夠獲得足夠的學分錄取進入了紐奧良大學，在那裡，克拉克獲得了學士學位和物理學碩士學位，隨後在1974年在猶他大學獲得了電腦科學博士學位。

## 職業生涯

### Silicon Graphics
在完成博士學位後，克拉克在紐約科技學院的電腦圖形學實驗室工作，1974年至1978年，在聖塔克魯茲加利福尼亞大學擔任任助理教授，1979年至1982年，在史丹佛大學擔任電氣工程副教授。克拉克的研究涉及幾何管線，用來加速顯示立體圖像的軟體和硬體。他的團隊發明了幾何引擎（Geometry Engine），這是一個以幾何模型為基礎渲染電腦圖像的早期硬體加速器，他在1979年與史丹佛大學學生共同開發。
1982年，克拉克和幾名史丹佛大學的研究生成立了Silicon Graphics。最早的Silicon Graphics圖形工作站主要是終端，但不久後又有獨立的圖形Unix工作站，圖形渲染硬體速度非常快。在1980年代中期，Silicon Graphics開始使用MIPS公司的CPU作為其最新工作站的基礎，取代了Motorola 68000。
不久之後，Silicon Graphics成為好萊塢電影視覺特效和立體成像產品的世界領導者。Silicon Graphics專注於高端市場，他們可以為其特殊的硬件和圖形軟件收取高額費用。
1990年代初期，克拉克離開了Silicon Graphics。

### Netscape
1993年，克拉克找到了馬克·安德森，他領導了Mosaic的開發，這是世界上第一個普及和易於使用的全球資訊網瀏覽器，同時被國家超級電腦應用中心（NCSA）採用。第二年，克拉克和安德森創立了Netscape。網景成立後於1996年IPO，並且在1990年代中期的華爾街掀起了網際網路熱潮。在那一次的熱潮中，克拉克賺到了很多錢───藉由一次500萬美元的投資，賺到了20億美元的收益。